# Els paradisos artificials
Els paradisos artificials —en francès original Les Paradis artificiels— són un recull de poemes en forma d'assaig i prosa del poeta francès Charles Baudelaire, publicat per primera vegada de manera completa com a tal el 1860 per l'editorial Poulet-Malassis, i que tracta sobre l'estat sota la influència de l'opi i l'haixix; descriu com aquestes substàncies permeten als homes assolir l'ideal al que aspiren a la primera part, i a la segona —la transcripció d'un escrit de l'escriptor Thomas de Quincey— mostra els efectes assoladors que comporta el seu ús.
La primera part, De l'Idéal artificiel, le Haschisch, fou publicada per primer cop el 30 setembre de 1858 a la Revue contemporaine; en ella descriu la progressió amb què les drogues l'ajuden a escapar de la condició humana artificialment —ni que sigui per moments curts de temps—, començant per sensacions de benestar fins a arribar a l'èxtasi, conduint-lo al paradís, al seu propi «Idéal artificiel». A la segona part, Enchantements et tortures d'un mangeur d'opium, publicada a la mateixa revista els dies 15 i 30 de gener de 1860 i influenciada per Confessions d'un Anglais mangeur d'opium de Thomas de Quincey, Baudelaire transcriu passatges de l'obra incloent-hi reflexions personals i analitzant la motivació de l'addicte.